# 미리안 3세
미리안 3세(조지아어: მირიან III)는 로마 황제 콘스탄티누스 1세와 동시대의 이베리아(또는 카르틀리, 현시대 조지아)의 왕이다.
고대 중세 조지아 연보와 성인 열전에 따르면, 미리안은 카파도키아 여성 선교사 니노의 성직자를 통해 개종한 이베리아의 첫 번째 기독교 왕이다. 그는 기독교를 그의 왕국의 국교로 성립하는데 기여했고 조지아 정교회에 의해 성인으로 공경받는다.
파쿠슈티 왕자가 미리안의 통치 기간을 정립한 다음부터의 전승의 연대기에서 미리안의 통치기간은 268~345년으로 77년 동안 존속되었다고 했고, 키릴 토마노프 교수에 의해 284~361년으로 수정되었다. 그는 동시대에 로마 역사가 아미아누스 마르켈리누스와 중세 아르메니아 연대기에 알려지기도 했다.

## 이름
왕의 이름인 미리안은 이란어 이름인 "미흐란"을 조지아어로 각색한 이름이다. 중세 조지아 기록들은 그의 이름을 다르게도 번역하는데, (미레안, 미르반) 두 이름 다 조지아어 형식과 밀접한 관련이 있는 이란 이름의 원형이다. 라틴어로는, 로마 역사가 아미나우스 마르켈리우스 (XX.6.8)가 동시대의 이베리아 왕 메리바네스가 되게 했다. 아르메니아의 역대기는 아마도 8세기에 편찬 된 것 같으며 전통적으로 초레네의 모세스가 미르한의 이름을 주고 그의 기독교로의 개종에 대하여 말함을 묘사했다. 미리안 3세 경우에서와 같이 군주 서수들은 현대적이고 중세 조지아 작가들에 의해서는 사용되지 않았다. 그 이름을 쓰는 두 왕들이 첫 번째 기독교인 통치자보다 우선한 이래로, 미리안은 그의 이름에 조지아의 역사 문헌들에는 '3세'의 서수가 붙는다.

## 왕조의 기원
중세 조지아 연대기 왕의 삶에 따르면, 미리안은 페르시아의 왕자였고 조지아의 아르사크조의 마지막 왕 아스파구르의 딸인 이베리아의 공주 아베슈라와 결혼했다. 아스파구르의 죽음으로 미리안은 중세 조지아 연대기들이 "카스레"(코스라우)로 참조하는 그의 부친에 의해 이베리아의 왕좌에 올랐다. 그 때는 사산 왕조가 이란 전역을 통치하던 기간 이었고, 연대기들의 중세 작가는 미리안은 사산 왕조 혈통으로 가장됐다(혹은 지어냈다). 그러나, 코스라우의 이름은 그 후 얼마 간은 사산조에서 쓰이지 않았다. 그러므로, 조지아 연보에는 미리안의 부친, 혹은 "코스라우"가 일반적인 용어를 의미하는 "왕"으로 적혀있는 오류가 있다. 기오르기 멜리키슈빌리 교수는 토마노프의 추정은 의심을 낳는다고 주장했고 미리안이 중세 전통이 그의 명성을 더 부풀리기 위하여 욍국 왕족이 그의 조상이라고 묘사된 지방 이베리아의 상류층 씨족 대표자라는데 주의를 기울였다. 또다른 중제 조지아 기록 카르틀리의 전환 왕의 삶의 전통과 견해가 다르며 미리안을 다른 어떤 곳에서도 증명되지 않은 레프의 아들과 동일시 한다.

## 초기 통치 기간
왕의 삶은 미리안의 통치 기간을 매우 상세하게 열거한다. 로마에 대한 페르시아의 대항 전쟁때에 이란의 분봉왕으로의 미리안의 참가에 대한 정보와 아르메니아에서의 영토적 야심은 진실인데 반해, 미리안이 이란의 왕위를 노리는 자였다는 주장과 그의 콜키스와 알바니아 장악과 시리아까지의 활동범위 확장은 명백히 허구이다. 298년에 이란과의 니스비스 평화로, 로마는 아르메니아와 이베리아 전역의 종주권이 승인되었지만, 미리안 3세는 왕위를 보존했다. 그는 서둘러 그런 정치적 상황의 변화를 선택했고 로마와의 결속을 확고히 수립했다. 그 공동 연합은 미리안의 기독교로의 개종에 의해 굳게 결속되었다. 전승에 따르면 미리안은 카파도키아인 수녀 니노의 매개를 통해 기독교로 개종했다고 한다.그럼에도 불구하고 아미아누스 마르켈리우스의 이야기에서는, 콘스탄니누스의 계승자 콘스탄티누스 2세가 이란과의 대결 기간 동안에 아르샤크 2세와 이베리아의 메리바네스에게 그들의 충의를 지키기 위해서 값비싼 선물들과 함께 360명의 대사관을 파견했다고 했다.

## 기독교 개종

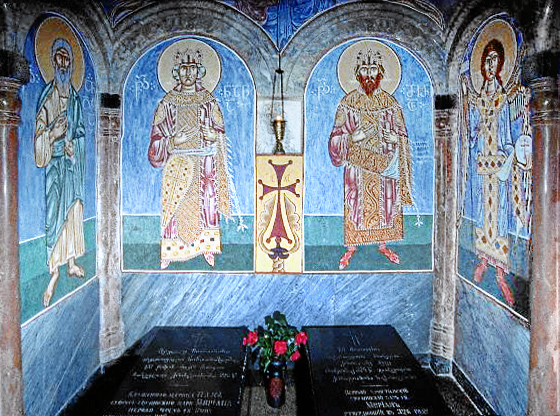
므츠헤타의 삼타브로 교회에 있는 미리안 왕과 나나 왕비의 무덤

미리안의 기독교로의 개종은 334년에 이루어졌고, 337년에는 이베리아의 국교로 기독교 선언이 뒤따른 듯하다. 그러므로 그는 그 새로운 종교를 채택한 고대 새계의 첫 번째 군주 가운데 한명이었다. 전설에서는 미리안이 충실한 이교도였을 때, 그의 수도 므츠헤타 근처 숲에서 사냥을 하고 있었는데, 땅에 어둠이 드리웠고 왕은 아무것도 볼 수 없었다. 미리안이 니노의 하느님에게 도와달라고 기도하기 전까지는 빛이 들지 않았다. 미리안이 돌아와서 니노를 청중으로 요청했고 그 뒤 곧바로 기독교로 개종했다. 전승에 따르면 미리안의 두 번째 왕비 나나가 왕보다 먼저 개종했다고 한다.
그의 개종은 왕실의 중앙 집권을 촉진시켰고, 그는 이교도 신전들의 재산을 몰수하여 귀족들과 교회들에게 나누어 주었다. 중세 조지아 자료들에는 군주가 얼마나 적극적이었는지에 대한 증거가 있으며 귀족들이 기독교를 보급했고 그들은 산악 민속인들과의 저항과 대립했다. 조지아 역사가 티라니우스 루피누스 뿐만아니라 조지아 연보는 그들이 개종한 다음에 이베리아인은 콘스탄티누스 황제에게 성직자를 보내달라고 요청했고, 황제는 힘차게 응답했고 이베리아에 성스러운 유물과 함께 성직자들을 파견했다. 조지아의 전승은 그 뒤에 미리안의 명령에 따라 므츠헤타에서의 성당 건축과 왕이 죽기 얼마 전의 그의 예루살렘 성지순례 이야기를 말한다. 전승에 따르면, 미리안과 그의 왕비 나나는 므츠헤타에 있는 삼타브로 수도원에 묻혔다고 하며, 그들의 묘지는 여전히 모습을 드러내고 있다.

## 가문
조지아의 자료에서는 미리안은 두번 결혼했다고 한다. 그의 첫 번째 왕비 아베슈라는 고대 바파르나바즈 왕조 혈통인 이베리아의 마지막 아르사크조 왕의 딸이다. 토마노프에 따르면 그녀는 292년에 미리안이 15살일 때 자녀를 남기지 않고 죽었다고 한다. 그녀의 죽음으로, "이베리아에서의 파르나바즈 왕조의 왕과 여왕의 계승은 막을 내렸다." 그러나 연대기는 계속된다. 미리안은 곧바로 "폰투스로부터 온, 올리고토스의 딸"이며 나나를 두 번째 왕비로 맞아 재혼하였다. 왕비는 레브 그리고 바라즈-바쿠르의 아들 둘을 낳아 주었고 딸 한명은 고르가레네의 첫 번째 미흐란조 세습 군주 페로즈와 혼인하였다.

## 참고 문헌
1. 1 2  Lang, David Marshall (1956), Lives and legends of the Georgian saints, pp. 13-39. London: Allen & Unwin
2. 1 2  Machitadze, Archpriest Zakaria (2006), "The Feast of the Robe of our Lord, the Myrrh-streaming and Life-giving Pillar, Equals-to-the-Apostles King Mirian and Queen Nana, and Saints Sidonia and Abiatar (4th century)" 보관됨 2012-03-06 - 웨이백 머신, in The Lives of the Georgian Saints 보관됨 2008-06-14 - 웨이백 머신. Pravoslavie.Ru. Retrieved on April 15, 2009.
3. 1 2 3 4  Rapp, Stephen H. (2003), Studies In Medieval Georgian Historiography: Early Texts And Eurasian Contexts, pp. 293-295. Peeters Publishers, ISBN 90-429-1318-5
4. 1 2 3  Toumanoff, Cyril (1967). Studies in Christian Caucasian History, pp. 83-84, 377. Georgetown University Press.
5. ↑  Suny, Ronald Grigor (1994), The Making of the Georgian Nation(2nd ed.), Bloomington and Indianapolis: [[:en:Indiana University Press|Indiana University Press, p. 15, ISBN 0-253-20915-3
6. ↑  Lenski, Noel Emmanuel (2002), Failure of empire: Valens and the Roman state in the fourth century A.D., p. 157. University of California Press, ISBN 0-520-23332-8
7. ↑  Hamilton, Walter (1986), The Later Roman Empire (A.D. 354-378) By Ammianus Marcellinus, p. 215. Penguin Classics, ISBN 0-14-044406-8
8. 1 2  Thomson, Robert W. (1996), Rewriting Caucasian History, pp. 83-90. Oxford University Press, ISBN 0-19-826373-2
9. ↑  Amidon, Philip R. (1997), The church history of Rufinus of Aquileia, books 10 and 11, p. 48. Oxford University Press, ISBN 0-19-511031-5
10. ↑  Toumanoff, Cyril (1969), Chronology of the Early Kings of Iberia. Traditio 25: pp. 21-23.

| 이전 아스파구레스 1세 | 이베리아의 왕 284~361년 (레브 2세 섭정, 345~361년) | 다음 사우로마케스 2세 |